# Gornji Stajevac
Gornji Stajevac (en serbe cyrillique : Горњи Стајевац) est un village de Serbie situé dans la municipalité de Trgovište, district de Pčinja. Au recensement de 2011, il comptait 90 habitants.

## Démographie
| 1948 | 1953 | 1961 | 1971 | 1981 | 1991 | 2002 | 2011 |
| ---- | ---- | ---- | ---- | ---- | ---- | ---- | ---- |
| 848  | 872  | 740  | 601  | 396  | 221  | 160  | 90   |

|  |